# Benedictus Appenzeller
Benedictus Appenzeller ook Appenzelders (Oudenaarde, 1480 (?) - Spanje, 1551 of 1558) was een componist. In de literatuur wordt hij vaak verward met de Duitse componist Benedictus Ducis. Hoewel Appenzellers achternaam lijkt te wijzen op een Zwitserse afkomst, wordt hij in elk geval gerekend tot Vlaamse polyfonisten.

## Leven
Appenzeller was in Brussel van 1537 tot 1551 zangmeester aan de hofkapel van landvoogdes Maria van Hongarije. Omstreeks 1539 volgt hij Jehan Gossins, die eerder dat jaar overleden was, als meester van de koorknapen op aan de hofkapel van de landvoogdes, die hij in 1551 nog begeleidde op haar reis naar Spanje. Hoelang hij daarna nog in haar dienst is gebleven en wanneer hij overleden is, staat niet vast. Van 1555 tot 1558 was hij koormeester aan de collegiale Sint-Goedelekerk

## Werken

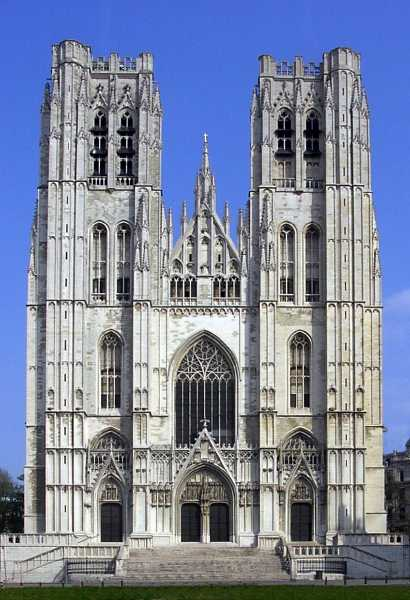
Appenzellers laatste betrekking was bij de collegiale kerk van Sint-Goedele in Brussel, als koormeester van 1555 tot 1558.

Aan Appenzeller worden chansons, dansen, motetten, missen en twaalf zettingen van het Magnificat toegeschreven.
De voornaamste bron voor Appenzellers overgeleverde oeuvre is echter de bundel Des chansons a quattre parties uit 1542, in Antwerpen uitgegeven bij Jehan (du) Buys en H. Loys, met uitsluitend chansons van zijn hand, waaronder ook één Psalm van Clément Marot wordt gerekend: du fons de ma pensée (ps. 130). Volgens sommige bronnen gaat het om de vroegste muziekuitgave in de Nederlanden met meerstemmige muziek, tot stand gekomen in tweevoudige drukgang. In deze werken gebruikt hij zowel polyfone en homofone texturen om een gevoelige tekstweergave te verkrijgen, terwijl de refreinen en andere herhalende patronen de nawerkende invloed van de lyrische vormen vertonen.
Appenzeller is een van de componisten die de dood van hun leermeester of voorbeeld (?) uit een vorige componistengeneratie Josquin Desprez herdenken met een treurzang of nenia; Hieronymus Vinders zet zevenstemmig de tekst O mors inevitabilis, Nicolas Gombert zesstemmig en Appenzeller vierstemmig de tekst Musae Jovis. In de tekst van deze laatste twee composities, van de Nijmeegse dichter Gerhardus Avidius, zegt Apollo dat Josquin Desprez dierbaar was aan Jupiter en triomfeert in de hemelse scharen.
Ook Desiderius Erasmus werd door Benedictus Appenzeller herdacht in het motetchanson Plangite pierides /Cecidit corona capitis. Van Molinets chanson Tart ara mon cuer sa plaisance heeft Appenzeller de tenor als uitgangspunt genomen voor het motet Aspice Domine genomen.
Van Appenzeller zijn ook twee Nederlandse liederen bekend:
Een Venus dierken heb ick uutvercoren is enkel bekend uit het Tweetste Musijck Boexken van Tielman Susato uit 1551. Het vijfstemmige Mijn liefkens bruijn ooghen wordt in twee afzonderlijke bronnen bewaard, in een onvolledig handschrift (enkel bassus- en quintus-stemboekje zijn bewaard) uit de Nederlanden dat omstreeks 1540-1550 is gedateerd en in het Civico Museo Bibliografico Musicale in Bologna wordt bewaard, en in een Duitse druk van 1540, Selectissimae necnon familiarssimae cantiones, uitgegeven in Augsburg bij M. Kriesstein. De melodie van dit lied, dat zeer populair was en dat nog door verschillende andere componisten werd gezet, heeft Benedictus Appenzeller aangewend als cantus firmus in een hem toegeschreven zetting van het Salve Regina.
- Bibsys: 12046152
- Biblioteca Nacional de España: XX1772640
- Bibliothèque nationale de France: cb147951546 (data)
- Gemeinsame Normdatei: 119368714
- International Standard Name Identifier: 0000 0003 6024 9193
- Library of Congress Control Number: no94001931
- MusicBrainz: 5cd5d16f-a916-4c07-b86f-f19fc0130f78
- Nationale Bibliotheek van Tsjechië: pna20191027536
- Nationale Bibliotheek van Israël: 987007393048105171
- Nederlandse Thesaurus van Auteursnamen: 069107084
- Istituto Centrale per il Catalogo Unico: DDSV209337
- SNAC: w6wh2txv
- Système universitaire de documentation: 130307041
- Virtual International Authority File: 222418083
- WorldCat: E39PBJxRxJ9wTdyxJpjdQqpByd